# محافظة مامو
مامو هي محافظة غينية تقع في إقليم مامو. عاصمتها هي مامو . تبلغ مساحة المحافظة 8000 كيلومتر مربع ويقدر عدد سكانها بـ222،000 نسمة.

## المحافظات الفرعية
تنقسم المحافظة إدارياً إلى 14 محافظة فرعية :
1. مامو مركز
2. بوليويل
3. دونيه
4. غنغوريه
5. كينييكو
6. كونكوري
7. نياغرا
8. أوريه كابا
9. بوريداكا
10. سارموسايا
11. صويا
12. تيغيريا
13. تيمبو
14. تولو